# Pico Peñafiel
El Pico Peñafiel es una montaña de 1 419 m de altitud situada en la Sierra de San Pablo, dentro del sistema de los Montes de Toledo, en el término municipal de San Pablo de los Montes, en la provincia de Toledo, comunidad autónoma de Castilla-La Mancha, España. es la tercera cumbre más alta de la provincia de Toledo, por detrás de Corral de Cantos (1.421) y Rocigalgo (1.447).
La geología del pico está compuesta principalmente por rocas paleozoicas de los períodos Cámbrico y Ordovícico y rocas metamórficas como granito, pizarra, areniscas, gneis y cuarcitas. En sus laderas se desarrollan chaparros, y encinas, junto matorrales de jara pringosa Los materiales geológicos se organizan en dos unidades principales: un basamento antiguo, intensamente deformado y formado por rocas detríticas marino‑litorales de hace 550–450 Ma; y una cubierta subhorizontal continental más reciente, ligada a crisis climáticas de menos de 3 Ma.
En las laderas de Pico Peñafiel se conservan restos de antiguas minas de hierro de época romana, documentadas desde el siglo II a. C., que evidencian la explotación de recursos metálicos en el territorio; también se han hallado vestigios de asentamientos visigodos del siglo VII, cuyos materiales fueron posteriormente reutilizados en la edificación del convento de los padres Agustinos en el siglo XV. Además, en el siglo XIII se levantó una torre defensiva para proteger la comarca de incursiones de bandoleros y grupos musulmanes, cuyos vestigios aún pueden observarse cerca del camino principal.
Durante los períodos de lluvia, un aljibe natural retiene el agua de escorrentía.
Tradicionalmente la montaña ha servido de pastizal en verano y de atalaya natural para vigilar el territorio. En la actualidad, es destino habitual de senderistas: la ruta principal, con inicio en el Puerto del Lanchar a 1 000 m de altitud, recorre unos 11 km y salva un desnivel aproximado de 450 m, concluyendo junto a un vértice geodésico en la cima. 
En la cima de Pico Peñafiel se alza un vértice geodésico perteneciente a la Red Nacional de Vértices del Instituto Geográfico Nacional de España, inaugurado el 28 de mayo de 1984.